# ثنائي كرومات الصوديوم
ثنائي كرومات الصوديوم هو مركب كيميائي له الصيغة Na2Cr2O7 ، ويكون على شكل بلورات برتقالية، تحوي في بنيتها البلورية على جزيئتي ماء Na2Cr2O7.H2O .

## الخواص
- يفقد المركب جزيئتي الماء عند التسخين فوق 100°س .
- ينحل مركب كرومات الصوديوم بشكل جيد جداً بالماء حوالي 230 غ / 100 مل ماء عند 20°س.
- محاليله في الماء حمضية حيث أن محلول 10% منه له pH مقداره 3.5 .
- يمتاز المركب بخواصه المؤكسدة.

## التحضير
يحضر ثنائي كرومات الصوديوم ابتداءً من فلز الكروميت، حيث يلقى في فرن مغلق وتجرى عليه عملية أكسدة قلوية عند حوالي 1000°س، فنحصل على كرومات الصوديوم الذي يسحب من المزيج بحمض الكبريت، فينتج لدينا ثنائي كرومات الصوديوم بالإضافة إلى كبريتات الصوديوم.

## الاستخدامات
- يستخدم كمادة مؤكسدة قوية في تفاعلات الاصطناع العضوي.

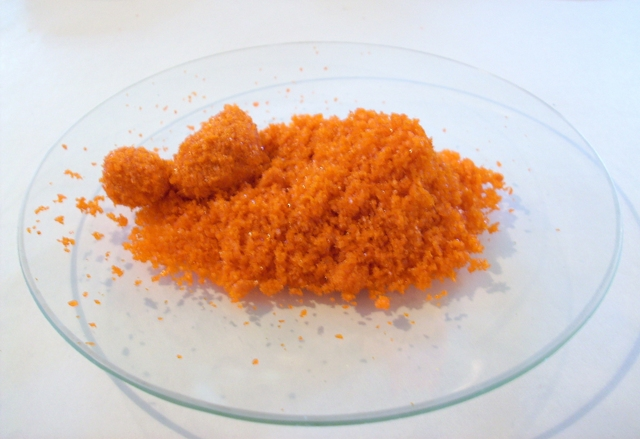
ثنائي كرومات الصوديوم